# Curtiss Seagull SO3C
SOC Seagull bio je jednomotorni izviđački hidroavion dvokrilac. Uzlijetao je pomoću katapulta s bojnih brodova i krstarica,  slijetao bi na more te bi se dizalicama ponovno postavljao na brod. Krila su se na brodu prelamala prema trupu radi zauzimanja što manjeg prostora.

## Razvoj
Godine 1937., na prijedlog vlastitog konstruktora Dona R. Berlina tvrtka Curtiss je predložila Američkoj mornarici zamjenu starog izviđačkog, kurirskog i višenamjenskog dvokrilca Curtiss Seagull SOC-1 (koji se uglavnom koristio na bojnim brodovima i teškim krstaricama kao hidroavion, a sa zemaljskih baza u izvedbi s nepokretnim stajnim trapom) za novi jednokrilac modernije konstrukcije. Bila je odabrana metalna konstrukcija s jednim velikim centralnim i dva mala pomoćna plovka, koji su se po potrebi mogli odmontirati i zamijeniti fiksnim stajnim trapom. Za razliku od prethodnika SOC gdje su pilot i promatrač sjedili zajedno u istoj kabini, sada su kod SO3 bile kabine odvojene. Za pogon tog srednjokrilca bio je odabran zrakom hlađeni V-12 motor Ranger V-770-6 snage 600 KS s dvokrakim propelerom.

## Prvi let
Razvoj i gradnja prototipa započeli su 9. svibnja 1938., a već je 6. listopada 1938. bio izveden prvi let. Poslije nekoliko probnih letova bio je utvrđen niz problema. Po uklanjanju tih problema i pristupili su daljnjim testovima koji su završili uspješno, te je poslije toga Američka mornarica naručila prvih 300 komada SO3C-1Seagull čija je proizvodnja započela 1942. godine. Bila su isporučena samo 141 primjerka, a koristili su se u školske svrhe ili kao bespilotne mete. Zatim su za Royal Navy proizvedena 150 primjeraka SO3C-2 Seamew koji su bili opremljeni s kukom za hvatanje na kraju trupa radi slijetanja na palube nosača aviona. Od tih 150, Kanadska mornarica je uzela 70 komada. Nakon njih bila su proizvedena 200 komada modificiranih SO3C-2 za Američku mornaricu koji su koristili električni sistem napona 24V umjesto do tada 12V. Poslije njih bilo je proizvedeno 30 komada za Britansku mornaricu SO3C-1K Queen Seamew prerađenih u bespilotne mete. Posljednju seriju od 150 primjeraka olakšane verzije s jačim motorom V-770-8 dobili su US Navy i Rangersi. Daljnja proizvodnja je bila zaustavljena u siječnju 1944. zbog slabih karakteristika i uspjeha letjelice. Zbog toga su ih i Amerikanci i Britanci koristili u pomoćne svrhe. Kasnije ih je US Navy preimenovala na Seamew.

## Naoružanje
Zrakoplov je bio naoružan jednim fiksnim naprijed pucajućim lakim mitraljezom Colt-Browning kalibra 7,62 mm i jednim pokretljivim teškim mitraljezom kalibra 12,7 mm u kabini promatrača. Pod krilima su mogli nositi po jednu običnu bombu ili dubinsku minu za lov na podmornice.

## Tehničke karakteristike (SO3C-2)
Osnovne karakteristike
- posada: 2
- dužina: 11,23 m
- raspon krila: 11,58 m
- površina krila: 26,9 m2
- visina: 4,6 m

Letne karakteristike
- najveća brzina: 277 km/h
- ekonomska brzina: 210 km/h
- dolet: 1.851 km
- najveća visina leta: 4.815 m
- specifično opterećenje krila: 9,66 kg/m2
- motor: 1× Ranger XV-770-8 klipni motor